# Saul B. Cohen
Saul Bernard Cohen (* 28. Juli 1925 in Malden, Massachusetts; † 9. Juni 2021 in Larchmont, New York) war ein US-amerikanischer Geograph und Hochschullehrer. Er prägte den Begriff Shatterbelt in Geopolitik und Internationalen Beziehungen.

## Leben
Cohen studierte ab 1943 an der Harvard-Universität, wo er 1955 zum Ph.D. promoviert wurde. Nach Lehrtätigkeit an verschiedenen amerikanischen Hochschulen, darunter der US-Seekriegsakademie, war er ab 1965 Professor an der Clark-Universität und ab 1978 außerdem Präsident des Queens College an der City-Universität von New York. 1965 wurde er zum Fellow der American Association for the Advancement of Science gewählt, 2003 erhielt er die Ehrendoktorwürde der Clark University.
1963 formulierte Cohen die geopolitische Shatterbelt-Theorie. Danach werden solche Weltregionen als Shatterbelt bezeichnet, die in ihrem Inneren instabil sind und zudem dadurch gekennzeichnet sind, dass mehrere externe Mächte versuchen, Kontrolle über die Region zu erlangen. Einige Shatterbelt-Staaten schlössen Bündnisse mit einer oder mehreren der konkurrierenden Mächte. Dadurch würden deren Interessengegensätze in die Region hineinprojiziert und erhöhten damit die Konfliktgefahr.

## Schriften (Auswahl)
- Geography and politics in a world divided. 2. Auflage: Oxford University Press, New York 1973, ISBN 0-19-501695-5 (erste Auflage 1963).
- Problems and trends in American geography. Basic Books, New York 1967.
- Geopolitics of the world system. Rowman & Littlefield Publishers, Lanham 2003, ISBN 0-8476-9906-4.
- Geopolitics. The geography of international relations. 3. Auflage, Rowman & Littlefield, Lanham 2015, ISBN 978-1-4422-2349-3.